# فرانک مونتیت
فرانک مونتیت (انگلیسی: Frank Montieth؛ زادهٔ ۱۱ ژانویهٔ ۱۹۸۵) بازیکن بیسبال اهل کوبا است.